# Claude Le Petit
Claude Le Petit (París, 1638 - París, 1 de septiembre de 1662) fue un escritor libertino francés.
Hijo de un sastre de hábitos religiosos, estudió con los jesuitas. Dejó el colegio por un castigo que le fue infligido. Enfadado con un monje, se escondió en su iglesia y le apuñaló. Se escondió en España e Italia, donde pasó seis o siete años antes de volver a Francia, donde hizo estudios de derecho y vivió de la pluma, entre todo tipo de desórdenes amorosos e impiedades. Escribió Paris ridicule, obra como muchas de las suyas denunciadas a la justicia. Efectuado un registro en su casa, se encontraron además numerosas otras obras obscenas, sediciosas e impías. Por ello fue quemado en la plaza de Grève en 1662.
Jean Rou relató que hizo gala, frente al suplicio, de la misma constancia que Jacques Chausson.